# Lungarno

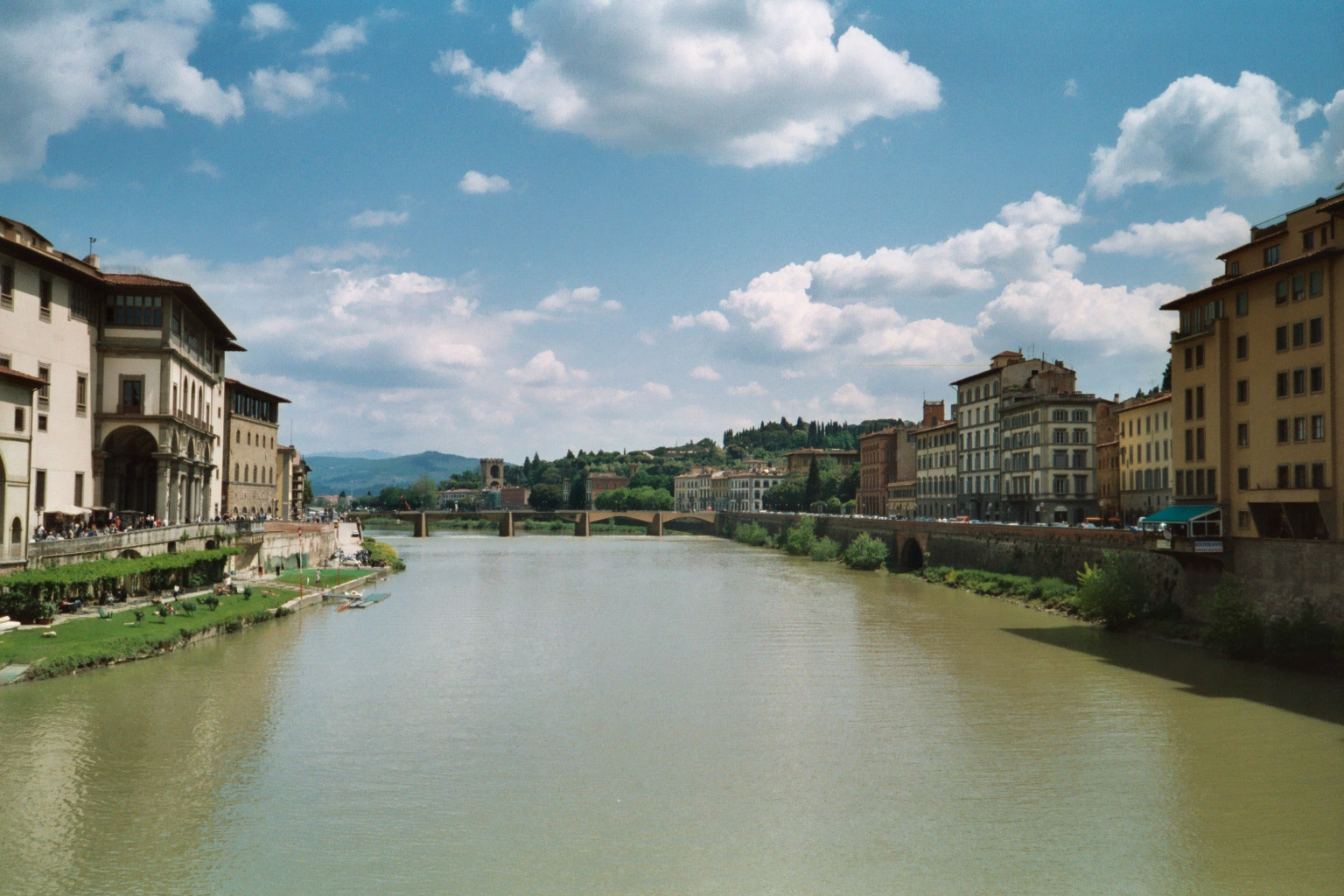
Lungarno et Oltrano à Florence.

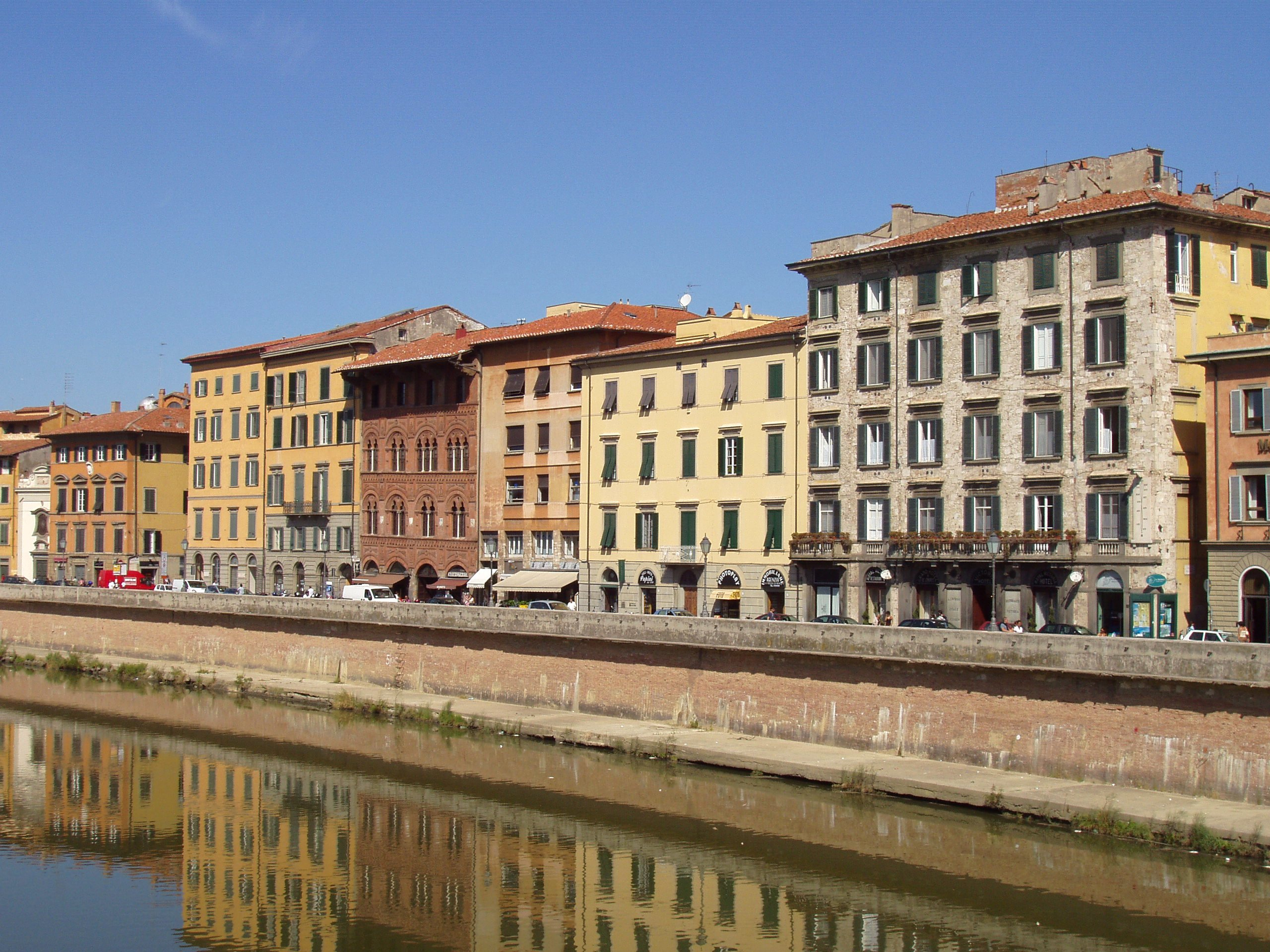
Lungarno à Pise.

Le Lungarno (Lungarni au pluriel) est le nom donné aux quais le long du cours de l'Arno des villes qu'il traverse à Pise et à Florence.
- Lungarno de Florence.
- Lungarno de Pise, sur les deux rives.